# 圣阿尼昂 (索恩-卢瓦尔省)
圣阿尼昂（法語：Saint-Agnan，法語發音：[sɛ̃.t‿aɲɑ̃]）是法国索恩-卢瓦尔省的一个市镇，属于沙罗勒区。

## 地理
圣阿尼昂（46°30'17"N, 3°52'48"E）面积25.72 平方千米，位于法国勃艮第-弗朗什-孔泰大區索恩-卢瓦尔省，该省份为法国中部省份，北起顺时针与科多尔省、汝拉省、安省、罗讷省、卢瓦尔省、阿列省和涅夫勒省接壤。
与圣阿尼昂接壤的市镇（或旧市镇、城区）包括：库朗日、莫利内、莱盖罗、拉莫特圣让、卢瓦尔河畔佩里尼。

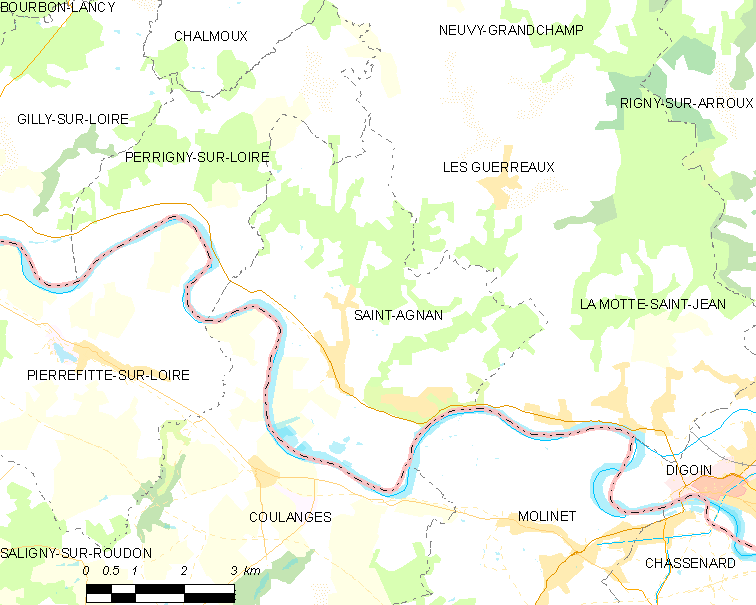
的OSM定位图

圣阿尼昂的时区为UTC+01:00、UTC+02:00（夏令时）。

## 行政
圣阿尼昂的邮政编码为71160，INSEE市镇编码为71382。

## 政治
圣阿尼昂所属的省级选区为迪关县。

## 人口

1962-2008年间人口变化图示

圣阿尼昂于2022年1月1日时的人口数量为690人。